# Bisdom Blois

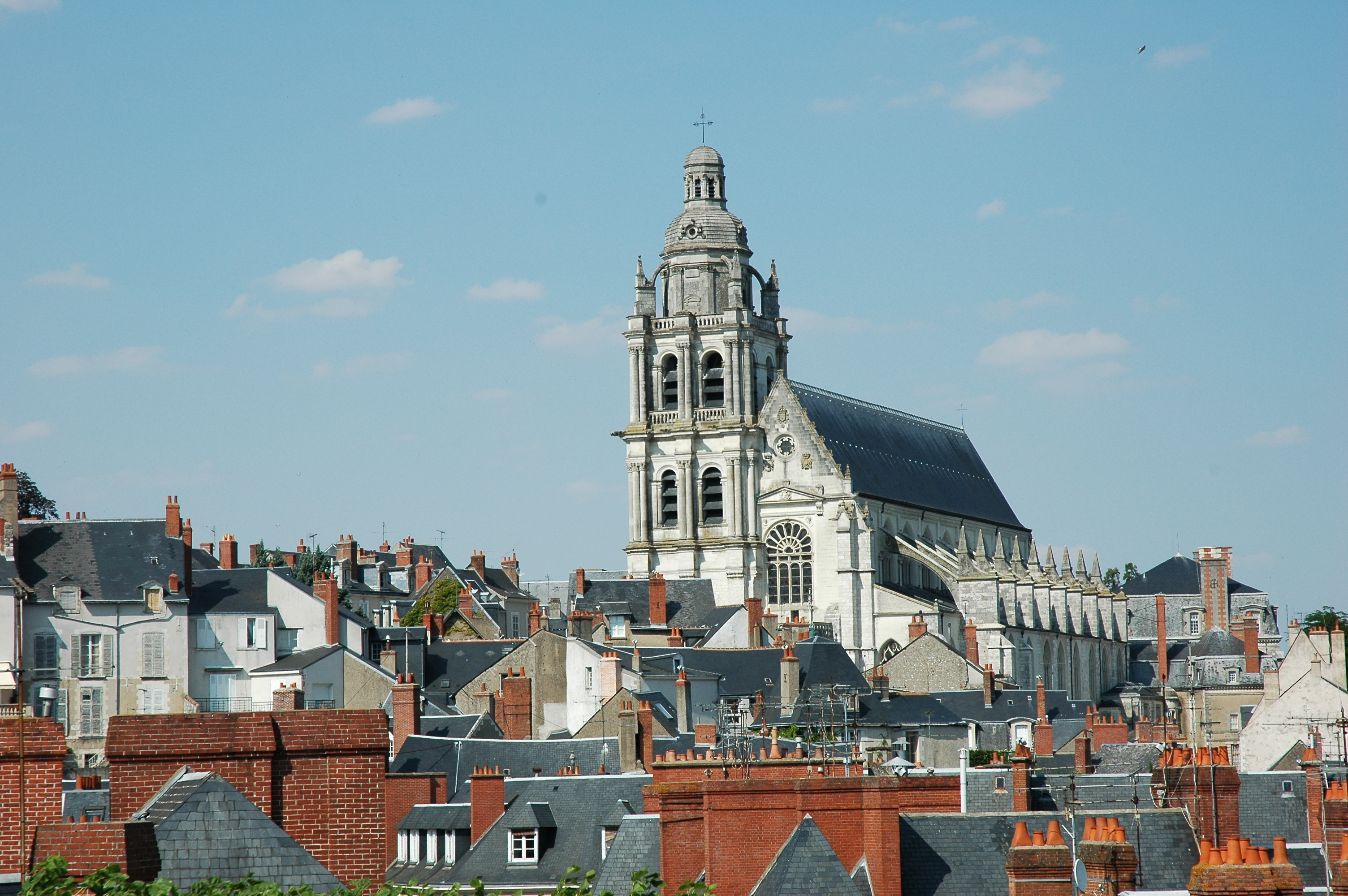
kathedraal van Saint-Louis in Blois

Het bisdom Blois (Latijn: Diocesis Blesensis) is een rooms-katholiek bisdom in Frankrijk, met als bisschopszetel de stad Blois. Het bisdom behoort tot de kerkprovincie Tours van de aartsbisschoppen van Tours. Het territorium van het bisdom Blois komt overeen met deze van het departement Loir-et-Cher (sinds 1822) maar het bisdom bestond eerder al, met quasi dezelfde grootte, van 1697 tot 1801.
De bisschopskerk is de kathedraal van Saint-Louis, toegewijd aan de Franse koning Lodewijk de Heilige (sinds 1697).

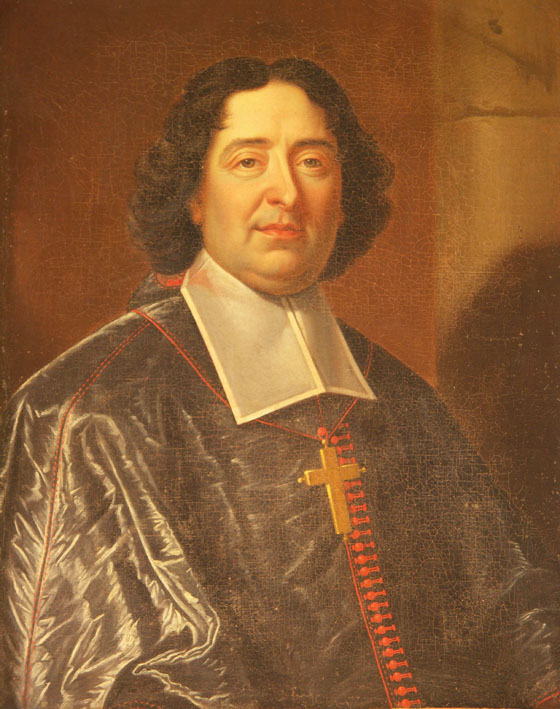
David-Nicolas de Berthier, eerste bisschop van Blois.
Schilderij van de Franse hofschilder Rigaud; stadhuis van Blois.

## Stichting in 1697
De stichting van het bisdom Blois in 1697 door paus Innocentius XII had een jarenlange voorgeschiedenis. Het is door de beslissing van de Lodewijk XIV, koning van Frankrijk, en waarschijnlijk meer nog door zijn maîtresse Madame de Maintenon, dat het bisdom Blois er gekomen is. Bossuet steunde meteen de benoeming door de Franse koning van bisschop David-Nicolas de Berthier. Het bisdom ontstond als afscheuring van het bisdom Chartres. Er worden verschillende redenen aangehaald waarom de oprichting van een bisdom in Blois zo lang duurde:
- Paus Innocentius XII en de Romeinse Curie waren het autonoom optreden van Lodewijk XIV met zijn Gallicaanse kerk niet vergeten. Rome eiste een onderzoekscommissie in Parijs naar het nut van een nieuw bisdom, wat ook gebeurde door de aartsbisschop van Parijs. De ondervraagde getuigen bleken quasi allemaal notabelen van Blois te zijn.
- De clerus van Chartres protesteerde tegen het verlies van grondgebied, inkomen en prestige.
- Er brak in die jaren in Blois een hongeroproer uit, waardoor herstel van de openbare orde voorrang had.
- Tegenstanders van Lodewijk XIV betwistten zijn bevoegdheid om een bisschop te benoemen in een nieuw bisdom opgericht naar zijn goeddunken.

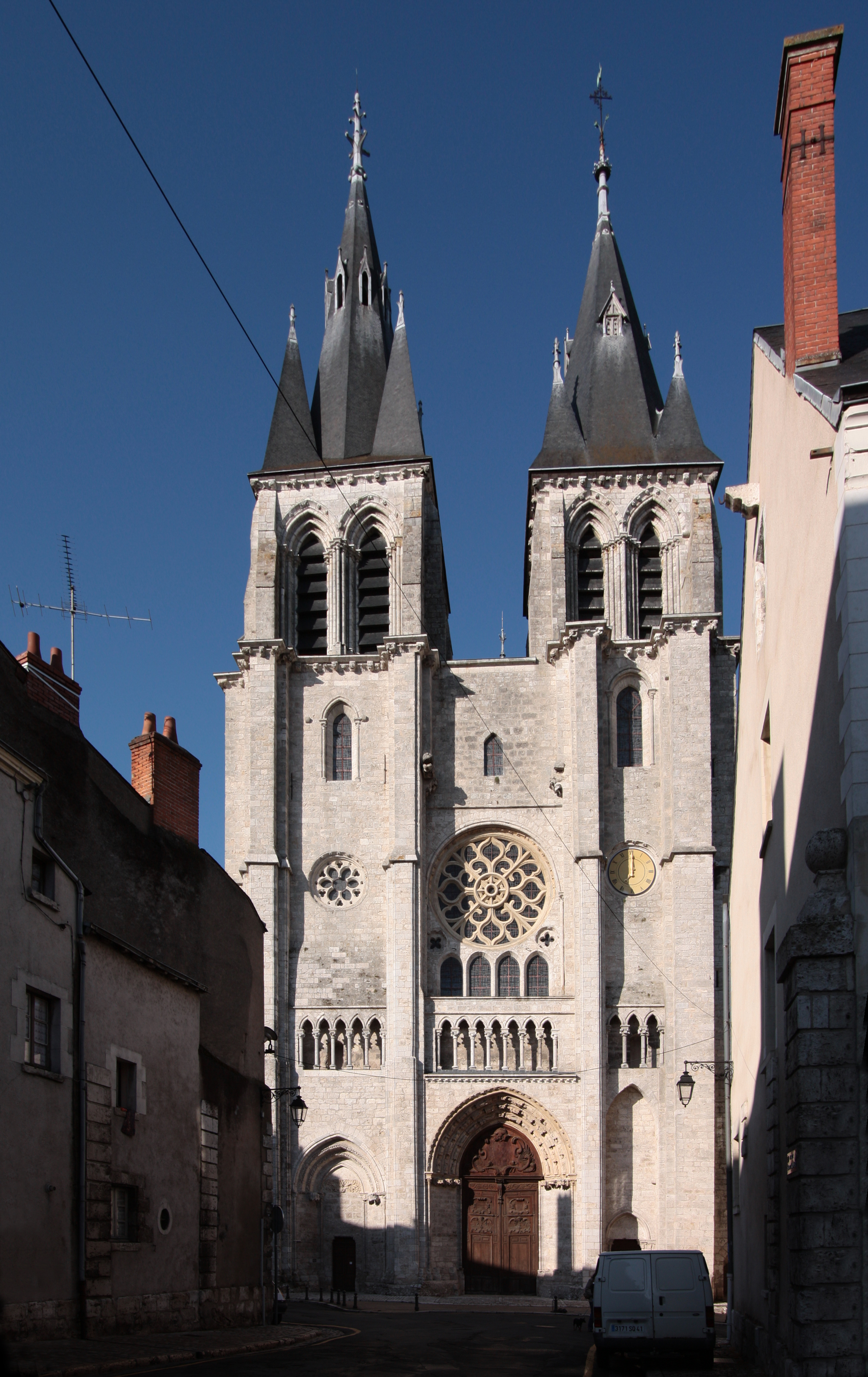
Het Franse hof verkoos de Sint-Nicolaas (Sint-Laumer)kerk als kathedraal, maar de monniken weigerden categoriek.

- De benedictijnen van de abdij van Saint-Laumer[5] waren ontzet toen ze vernamen dat ze hun mooi gelegen abdijcomplex moesten afgeven aan de nieuwe bisschop. De benedictijnen leefden al een millennium in Blois. Zij suggereerden als alternatief de kapittelkerk Sint Solenne[6] in het centrum van Blois als kathedraal in te richten. Na discussies gaf het Franse hof toe.

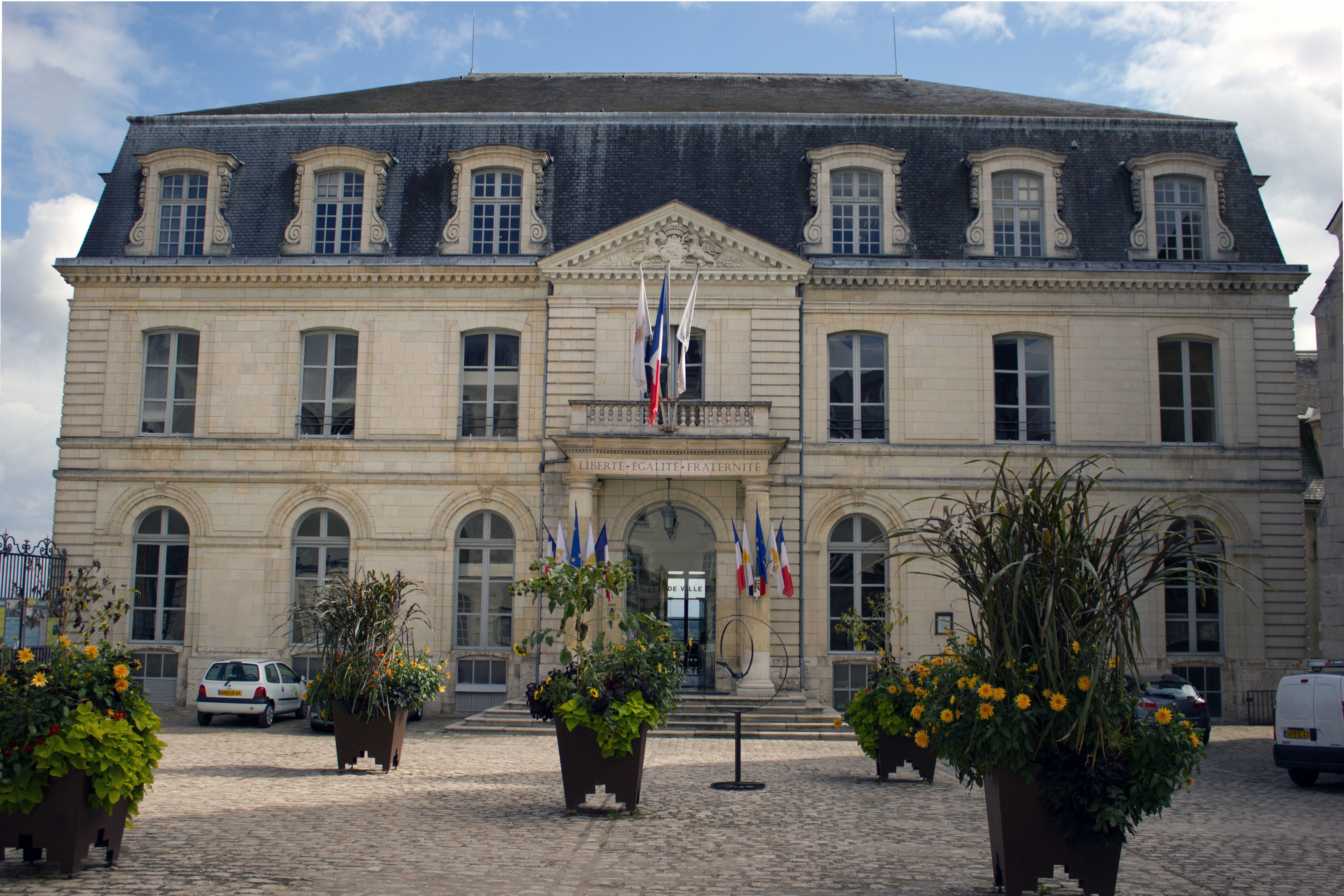
Voormalig bisschoppelijk paleis van Blois; vandaag het stadhuis van Blois.

Eén jaar na de pauselijke beslissing, in 1698, nam de eerste bisschop van Blois, de Berthier, zijn functie op. Hij had van de Franse koning een duidelijke opdracht: de kerk moest een kathedraal worden, toegewijd aan de Heilige Lodewijk en de Berthier kreeg de middelen om een bisschoppelijk paleis met park ernaast te bouwen. Marmer en houtwerk werden in de kerk aangebracht, met hulp van Franse hofarchitecten. Ook het hoofdaltaar werd vergroot. De Franse koning schonk een nieuw orgel. Later was het bisschoppelijk paleis klaar. Het bisdom behoorde toen tot de kerkprovincie van het aartsbisdom Parijs, onder sturing van het Franse hof.

## Franse Revolutie
Door de Franse republikeinen werd het "koninklijk" bisdom van Blois afgeschaft. Het Franse departement Loir-et-Cher werd opgericht met hoofdplaats Blois, als een brokstuk van de oude provincie Orléans. Tijdelijk werd het bisdom Blois bij het bisdom Orléans aangehecht (1801-1822), nadat Napoleon de knoop had doorgehakt met het Concordaat van 1801. Het bisschoppelijk paleis werd het stadhuis van Blois. Het bisdom Blois keerde terug in 1822, zonder paleis.

## Kerkprovince
In 2002 herorganiseerde paus Johannes-Paulus II de kerkprovincie van het aartsbisdom Bourges. Het bisdom Blois verhuisde hierdoor van Bourges naar het aartsbisdom Tours.